# Пономаренко, Александр Георгиевич
Александр Георгиевич Пономаренко (род. 16 января 1938, Москва) — советский и российский энтомолог, один из ведущих специалистов в области палеоэнтомологии и колеоптерологии, доктор биологических наук (1983), главный научный сотрудник Лаборатории древнейших организмов Палеонтологического института РАН, открывший несколько сотен новых для науки видов жуков.

## Биография
Родился 16 января 1938 в г. Москва.
- 1955—1960 — учёба на кафедре энтомологии Биолого-почвенного факультета Московского государственного госуниверситета
- 1960—1995 — работа в Лаборатории членистоногих Палеонтологического института АН СССР: старший лаборант (1960—1962), младший научный сотрудник (1962—1967), старший научный сотрудник (1970—1989), ведущий научный сотрудник (1989—1995)
- 1967 — защита кандидатской диссертации по специальности «Палеонтология и стратиграфия» об историческом развитии жесткокрылых-архостемат
- 1983 — защита докторской диссертации по специальности «Палеонтология и стратиграфия» («Историческое развитие жесткокрылых насекомых»)
- 1984 — звание «старший научный сотрудник»
- 1995 — главный научный сотрудник Лаборатории древнейших организмов Палеонтологического института РАН[1]

## Основные труды
Признан одним из наиболее продуктивных колеоптерологов 20-го столетия, внёсшим крупный вклад в решение многих проблем систематики и филогенетики жуков. Разработчик (наряду с Р. А. Кроусоном) современного подразделения основных таксонов вымерших жуков.
Материалы его кандидатской диссертации об историческом развитии жесткокрылых-архостемат 1967 года вошли в опубликованную в 1969 году коллективную монографию в серии Труды ПИН АН СССР, которая сразу стала классической и одной из наиболее цитируемых сводок по вымершим жукам. Другая с его участием коллективная монография 1967 года «Мезозойские жесткокрылые» была дважды переведена на английский язык. Пономаренко описал 19 семейств и подсемейств, 123 трибы и рода, а также несколько сотен вымерших видов жуков.
Опубликовал 15 монографий и около 200 научных статей.
- Пономаренко А. Г. Историческое развитие жесткокрылых-архостемат. — Труды Палеонтологического института АН СССР. — Москва. Наука. — 1969 — Т. 125. — С. 1-239.
- Пономаренко А. Г. 1972. О номенклатуре жилкования крыльев жуков (Coleoptera). Энтомологическое обозрение 51: 768—775.
- Пономаренко А. Г. О делении отряда жесткокрылых на подотряды // В кн: Доклады памяти Н. А. Холодковского. — Л.: Наука — 1973 — С. 78-89.
- Пономаренко А. Г. 1976. Новое насекомое из мела Забайкалья — возможный паразит летающих ящеров. Палеонтологический журнал 3: 102—106.
- Пономаренко А. Г. Состав и экологическая характеристика мезозойских жесткокрылых. Мезозойский этап в эволюции Adephaga // в кн.: Мезозойские жесткокрылые. М.: Наука, 1977, с. 8-105.
- Пономаренко А. Г., Жерихин В. В. Надотряд Scarabaeidea. Жесткокрылообразные // В кн.: Историческое развитие класса насекомых. М.: Наука (Труды ПИН АН СССР, Т. 178), с. 75-84.
- Пономаренко А. Г. Надотряд Myrmeleontidea. Сетчатокрылообразные // В кн.: Историческое развитие класса насекомых. М.: Наука (Труды ПИН АН СССР, Т. 178), сс. 84-99.
- Пономаренко А. Г. Историческое развитие жесткокрылых насекомых. Автореф. дисс. ст. докт. биол. наук — М. — 1983 — 47 с.
- Ponomarenko A. G. The geological history of beetles // In: J. Pakaluk & S.A. Slipinski (eds.). Biology, Phylogeny, and Classification of Coleoptera. Papers celebrating the 80th Birthday of Roy A. Crowson. — Warszawa: Muz. Inst. Zool. PAN — 1995 — Vol. 1 — P. 155—172.
- Ponomarenko A.G. 2000. New beetles from the Permian of European Russia. Paleontological Journal 34 (Suppl. 3): 312—316. PDF
- Ponomarenko A. G. 2002. Superorder Scarabaeidea Laicharting, 1781. Order Coleoptera Linne, 1758. The beetles. In: Rasnitsyn A.P. and Quicke D.L.J., eds. History of insects. Dordrecht: Kluwer, pp. 164—176.
- Ponomarenko A. G., Coram R. A., and Jarzembowski E. A. 2005. New beetles (Insecta: Coleoptera) from the Berriasian Purbeck Limestone Group, Dorset, UK. Cretaceous Research 26 (2): 277—281. Аннотация
- Ponomarenko A. G. and Mostovski M. B. 2005. New beetles (Insecta: Coleoptera) from the Late Permian of South Africa. African Invertebrates 46: 253—260. PDF
- Soriano C., Ponomarenko A., and Delclós X. 2007. Coptoclavid beetles (Coleoptera: Adephaga) from the Lower Cretaceous of Spain: A new feeding strategy in beetles. Palaeontology 50 (2): 525—536. [www.blackwell-synergy.com/doi/abs/10.1111/j.1475-4983.2007.00642.x Аннотация] (недоступная ссылка)
- Пономаренко А. Г. 2008. Ранние этапы эволюции членистоногих. В кн.: Жерихин В. В., Пономаренко А. Г., Расницын А. П. Введение в палеоэнтомологию. М.: КМК. Избранные главы

## Признание
В честь А. Г. Пономаренко названы несколько новых для науки видов жуков, в том числе Cupes ponomarenkoi (Cupedidae), род Ponomarenkia (Staphylinoidea). Был избран членом нескольких академических научных обществ, состоит членом редколлегии журналов РАН. Дважды был научным консультантом палеонтологических выставок в Японии.
- 1961 — член Всесоюзного Энтомологического общества (ВЭО, затем РЭО)
- 1961 — член МОИП
- 1987 — член Палеонтологического общества.
- член редколлегии Палеонтологического журнала РАН, заместитель главного редактора[4]
- член редколлегии журнала «Stratigraphy and Geological Correlation» РАН